# Секо (Атлантски Пиринеји)
Секо (фр. Cescau) насеље је и општина у југозападној Француској у региону Аквитанија, у департману Атлантски Пиринеји која припада префектури По.
По подацима из 2011. године у општини је живело 526 становника, а густина насељености је износила 65,91 становника/km². Општина се простире на површини од 7,98 km². Налази се на средњој надморској висини од 164 метара (максималној 268 m, а минималној 149 m).

## Демографија
| 1962. | 1968. | 1975. | 1982. | 1990. | 1999. | 2011. |
| ----- | ----- | ----- | ----- | ----- | ----- | ----- |
| 253   | 231   | 220   | 270   | 358   | 349   | 526   |

График промене броја становника у току последњих година